# جان دانستاپل

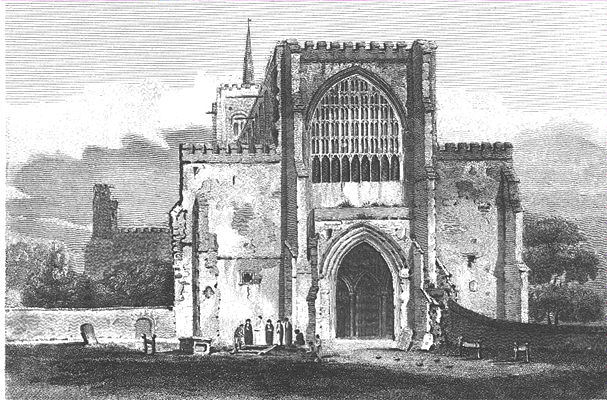
جان دانستاپل با سنت آلبانز ابی، هرتفوردشایر ارتباط داشت.

جان دانستاپل (به انگلیسی: John Dunstaple) (زاده حدود دهه ۱۳۹۰ - مرگ ۲۴ دسامبر ۱۴۵۳) آهنگساز انگلیسی موسیقی چندصدایی اواخر دوران سده میانه و اوایل دوره رنسانس بود. او یکی از مشهورترین آهنگسازان فعال در اوایل سده پانزدهم و هم‌دورهٔ لئونل پاور بود که نه تنها بر موسیقی انگلیس بلکه بر موسیقی قاره اروپا و به ویژه مکتب بورگوندی اثر گذاشت.

## زندگی

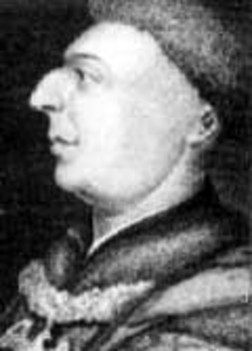
تک‌چهره جان لنکستر، نخستین دوک بدفورد که از پشتیبانان اساسی دانستپل بود.

دانستپل احتمالاً دردانستپل بدفردشایر به دنیا آمد. تاریخ تولد وی بر اساس اولین آثار به جای مانده وی (از حدود ۱۴۱۰–۱۴۲۰) تخمین زده می‌شود که دلالت بر تاریخ تولد حدود سال ۱۳۹۰ دارد. بسیاری از جزئیات زندگی او بر حدس و گمان است و از آموزش و پیشینه موسیقی وی هیچ چیزی مشخص نیست. او به وضوح انسان بسیار تحصیل کرده‌ای بود، اما هیچ سابقه ای از تحصیل او در دانشگاه‌های آکسفورد یا کمبریج در دست نیست. دانستاپل عمدتاً در خدمت سلطنتی جان لنکستر، نخستین دوک بدفورد، چهارمین فرزند هنری چهارم و برادر هنری پنجم بود. به این ترتیب او ممکن است مدتی نیز در فرانسه بوده باشد، چراکه دوک از سال ۱۴۲۳ تا ۱۴۲۹ نایب‌السلطنه فرانسه بود، و سپس از سال ۱۴۲۹ تا زمان مرگ وی در سال ۱۴۳۵ فرماندار نرماندی بود. دانستپل براساس سوابق مالیاتی سال ۱۴۳۶ در نورماندی و همچنین در کمبریج‌شایر، اسکس و لندن دارایی‌هایی داشت.
امروزه او علاوه بر کار خود به عنوان آهنگساز، به دلیل کار ستاره‌شناسی، اخترشناسی و ریاضی نیز معروف است و برخی از آثار اخترشناسی او در نسخه‌های خطی باقی مانده‌است. دانستپل در شب کریسمس سال ۱۴۵۳ درگذشت.

## تأثیر
تأثیر دانستاپل بر واژگان موسیقایی قاره اروپا، به ویژه با توجه به کمبود نسبی آثار قابل انتساب به او، چشمگیر بوده است. او به دلیل داشتن la contenance angloise ("سیمای انگلیسی")، که قبلاً در موسیقی مکتب بورگوندی تا آن زمان شنیده نشده بود شناخته می‌شد. la contenance angloise ("سیمای انگلیسی")، اصطلاحی است که مارتین لو فران شاعر در کتاب Le Champion des Dames به کار برده است. لو فرانک اضافه کرد که این سبک بر دوفه و بینکویس نیز تأثیر گذاشت.
سیمای انگلیسی، گرچه توسط مارتین لو فرانک تعریف نشده بود، اما احتمالاً ارجاعی بود به سبک دانستاپل در استفاده از سه‌صدایی به همراه کمی سوم بزرگ. با فرض اینکه وی با دوک بدفورد در تمام قاره اروپا سفر کرده‌است، دانستاپل با سبک فاکس‌بوردون فرانسه آشنا بوده‌است.

## قطعه‌ها و نوشته‌ها
آثار زیادی در موسیقی انگلستان سده میانه نوشته شدند، اما تقریباً کلیه نسخه‌های موسیقی در طول اصلاحات انگلستان نابود شدند، که به ویژه انحلال صومعه‌ها بین سالهای ۱۵۳۶–۱۵۳۶ به این نابودی سرعت بخشید. در نتیجه، بیشتر کارهای دانستاپل از منابع موجود در قاره اروپا (بیشتر از شمال ایتالیا و جنوب آلپ) احیا شده‌اند.
از آنجا که نسخه‌های بی شماری از آثار او در ایتالیایی و آلمانی یافت شده‌است، دانستاپل می‌بایست از شهرت بالایی برخوردار بوده باشد. تاریخ‌نگاران موسیقی با دو مشکل اساسی در شناخت این نسخه‌های خطی قدیمی مواجه هستند. نخست اینکه آنها باید مؤلف آثار بی‌نام را پیدا کنند و همچنین آثار مناقشه‌برانگیزی که به آهنگسازی نسبت داده شده‌است را ارزیابی کنند. این کار برای آهنگسازان انگلیسی مانند دانستاپل دشوارتر است چراکه کتابخانه‌ها در انگلیس اغلب موسیقی را بدون قید کردن آهنگساز صرفاً رونویسی می‌کردند، که باعث ناشناس ماندن آهنگساز می‌شود. در حالی که رونویسان اروپایی از این نظر بهتر عمل می‌کردند اما بسیاری از آثار منتشر شده به نام دانستپل در منابع دیگر به آهنگسازان دیگری، از جمله ژیلز بینکویس، جان فارست و، لئونل پاور نسبت داده شده‌اند.  از آثار نسبت داده شده به دانستاپل تنها حدود پنجاه قطعه باقی مانده‌است و اعتقاد بر این است که او موسیقی غیرمذهبی (سکولار) می‌نوشته‌است.

## آثار بازمانده
- ۱۹۸۲ - جان دانستابل - موتس، گروه هلیارد، Paul Hillier EMI Reflexe 1467031، دوباره با موسیقی لئونل پاور، در Veritas x2 50999 6 02493 2 6.
- 1996 - Dunstaple: Sacred Works , Orlando Consort. مترونوم METCD1009.
- 2003 - Canticum Canticorum. در ستایش عشق: آهنگ ترانه‌ها در رنسانس. Capilla Flamenca. ایفودا ۱۳۵۹. شامل یک ضبط از Quam pulchra es توسط جان Dunstable است
- ۲۰۰۵ - جان دانستابل - هارمونی شیرین - توده‌ها و موتس‌ها که توسط Tonus Peregrinus برای برچسب Naxos ضبط شده‌است.
- 2012 - O rosa bella , Ave maris stella و Quam pulchra es توسط John Dunstaple توسط گروه موسیقی آواز Lumina ضبط شده‌است